# Silene solenantha
Silene solenantha är en nejlikväxtart som beskrevs av Ernst Rudolf von Trautvetter. Silene solenantha ingår i släktet glimmar, och familjen nejlikväxter. Inga underarter finns listade i Catalogue of Life.